# Giulio Campagnola
Giulio Campagnola (* 1482 in Padua; † 1515 in Venedig) war ein italienischer Maler und Kupferstecher.

## Leben und Wirken
Giulio Campagnola wurde 1482 als Sohn des Notars und Gelehrten Girolamo Campagnola geboren, welcher großes Interesse im Bereich Kunst hatte. Giulio wurde von seinen Zeitgenossen bereits in jungem Alter für sein Talent bewundert. Bereits mit zehn Jahren hat er sich die Kenntnisse der antiken Sprache, Dichtkunst sowie der Malerei und Plastik angeeignet. Seine Begabung für die Malerei zeigte sich durch die Nachahmung der Werke großer Meister, welche sich in der „miniaturartig feinen Ausführung seiner wohl meist kleinen Bilder“ gezeigt hat. Obwohl er als Page des Markgrafen und Schüler des Andrea Mantegna in Mantua vorgesehen war, war er später am Hofe von Ferrara tätig.
Ab 1507 hielt sich Campagnola in Venedig auf, wo er den Künstlerberuf weiter ausübte. Einer seiner Schüler war Domenico Campagnola, welcher auch sein Adoptivsohn war.

## Werke (Auswahl)
Obwohl Guilio Campagnola viele Gemälde schuf, ist nur lediglich eines eindeutig ihm zuzuschreiben. Es zeigt eine nackte, liegende, vom Rücken gesehene Frau. Von seinen Kupferstichen dagegen sind etwa 20 Werke erhalten, welche gegenständlich und stilistisch bedeutend für die Geschichte der Kupferstiches sind. In ihnen verwendet er bekannte Figuren und Motive bedeutender Künstler. Dabei imitiert er zu großen Teilen den Stil des Giorgione und übernimmt die „weiche melancholische Stimmung“ in seine Werke. Auch in der Farbverwendung steht er ihm in nichts nach.
Bei der Darstellung seiner Landschaften geht er von der „mantegnesken Manier der Schraffierung schnell durch das Studium Dürers zu einer weich rundenden Behandlung der Taillen über und findet dann in der ihm ganz eigentümlichen Modellierung der Flächen durch Punktmassen ein ganz vortreffliches Mittel zum Ausdrucke seiner Formenempfindung, zur Wiedergabe der fein vertreibenden, zarten und glatten Tönung der Miniaturmalerei“. Diese Punktiertechnik entwickelte sich in Kombination mit der Radiertechnik zu einem wichtigen Bestandteil des Kupferstichs im 18. Jahrhundert. Aufgrund der sich entwickelnden Technik, kann eine chronologische Reihenfolge seiner Werke festgelegt werden:
- Tobias mit dem Engel
- Saturn
- Leda
- Genoveva nach Dürer
- Landschaft aus Dürers Amymone
- Ganymed
- Jüngling, der den Totenschädel betrachtet
- Unvollendete Landschaft mit den musizierenden Hirten,  zu der die Zeichnung Campagnolas im Louvre erhalten ist
- Alter Hirte
- Astrologe, 1509
- Junger Hirte
- Samariterin
- Johannes der Täufer
- Kind mit den Katzen
- Liegender Hirsch
- Zwei nackte Frauen nach Krug
- Nackte liegende Frau

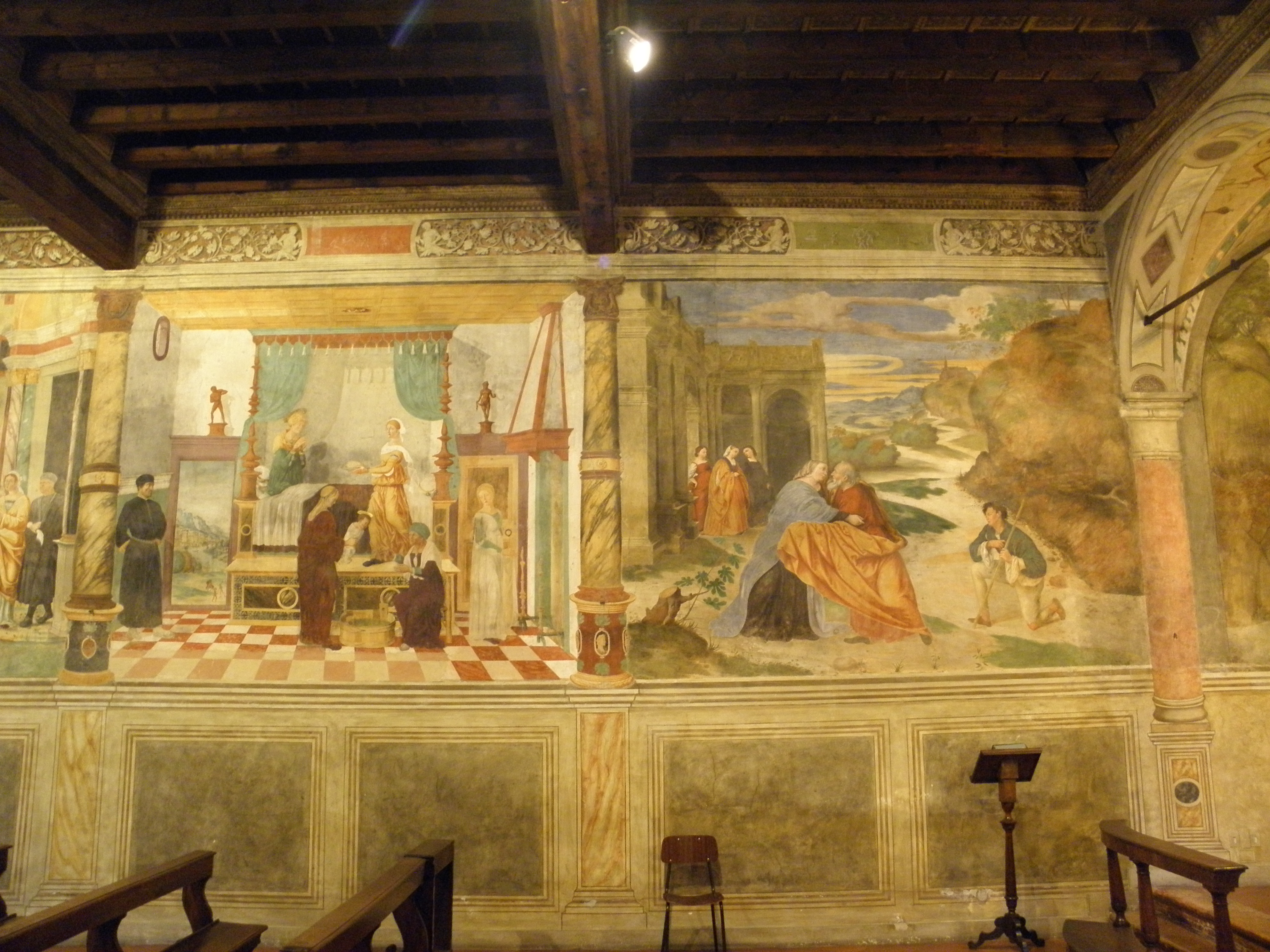
Fresko Mariä Geburt (links)
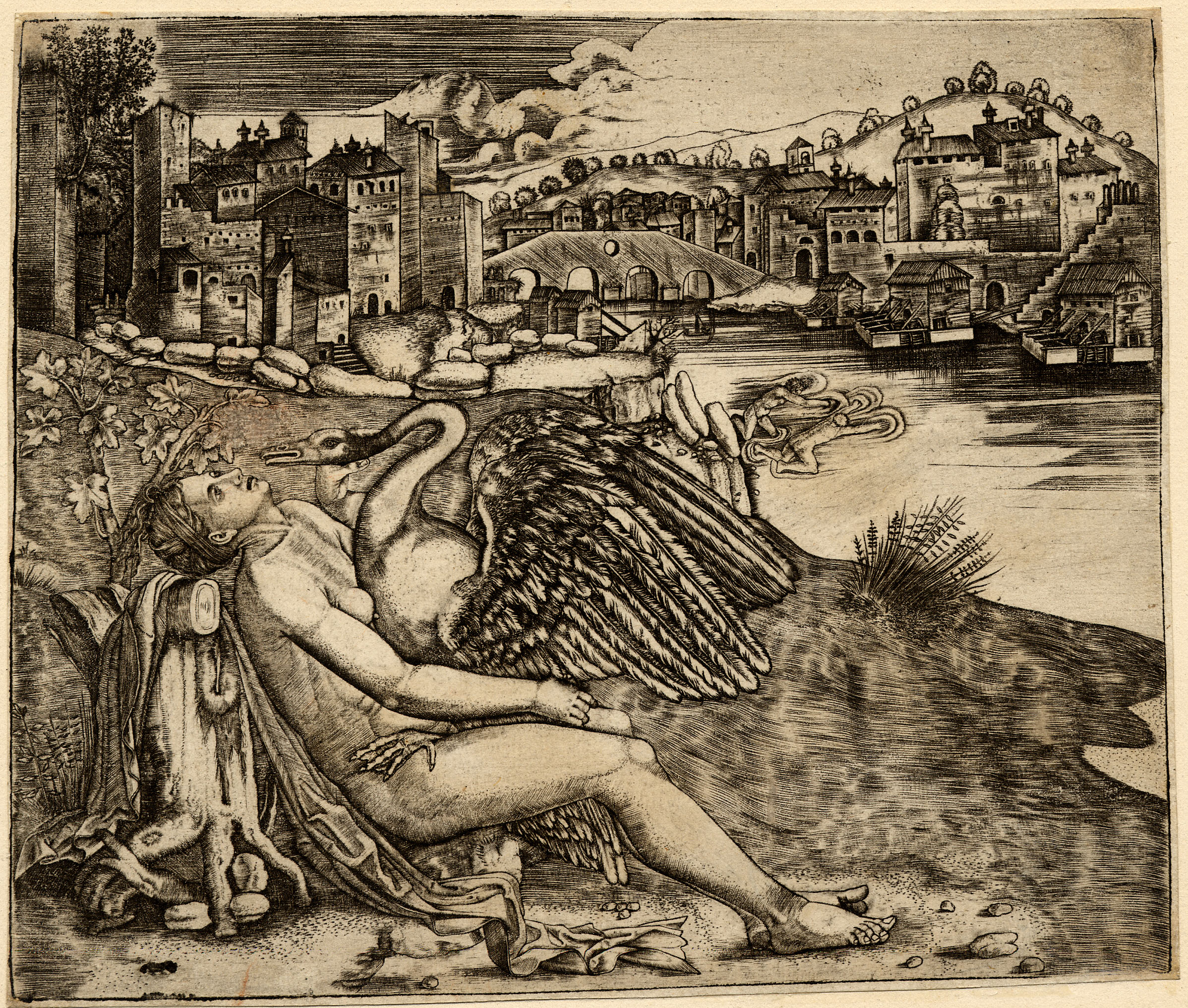
Leda, British Museum, London
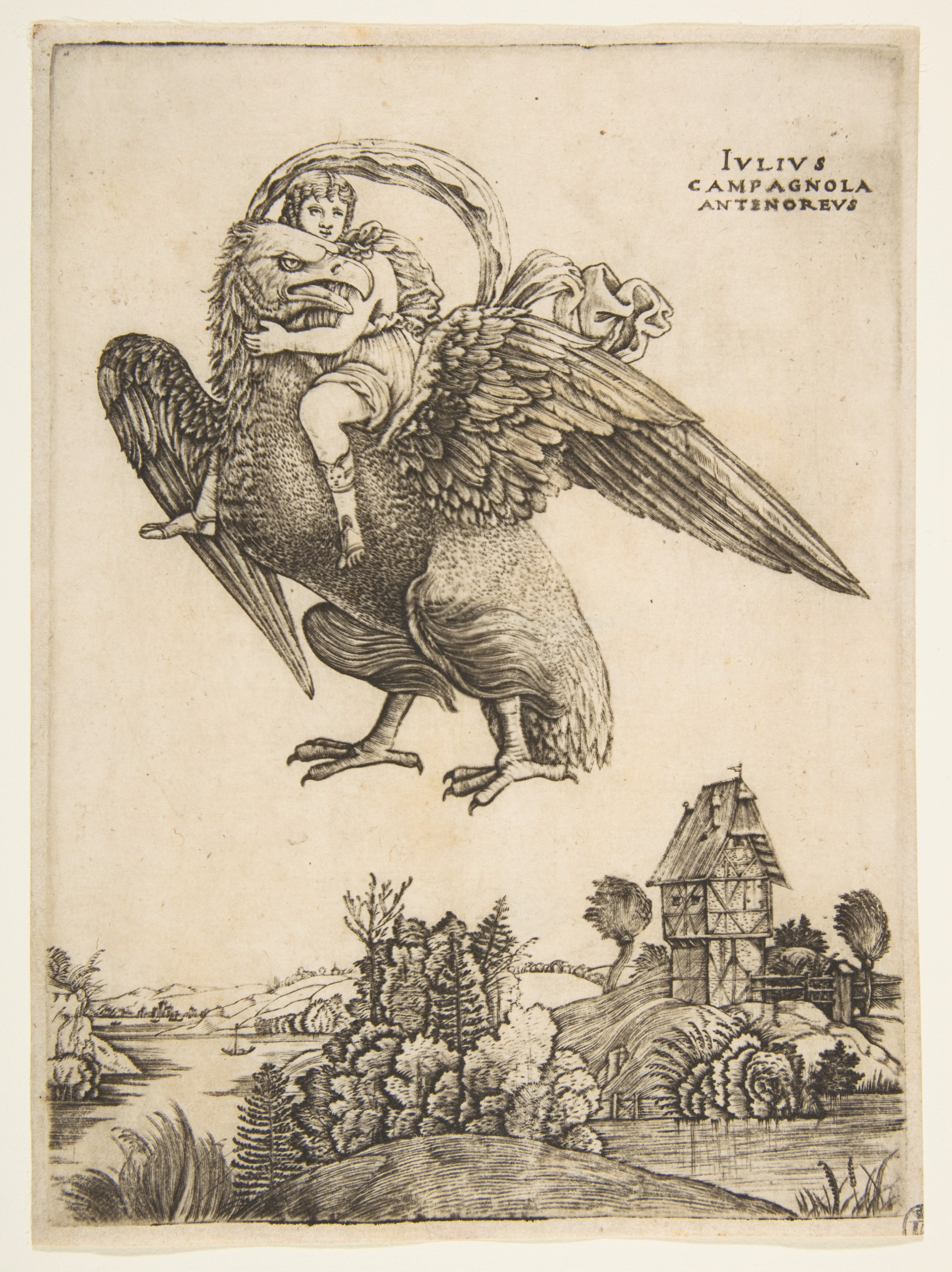
Ganymed, Metropolitan Museum of Art, New York City
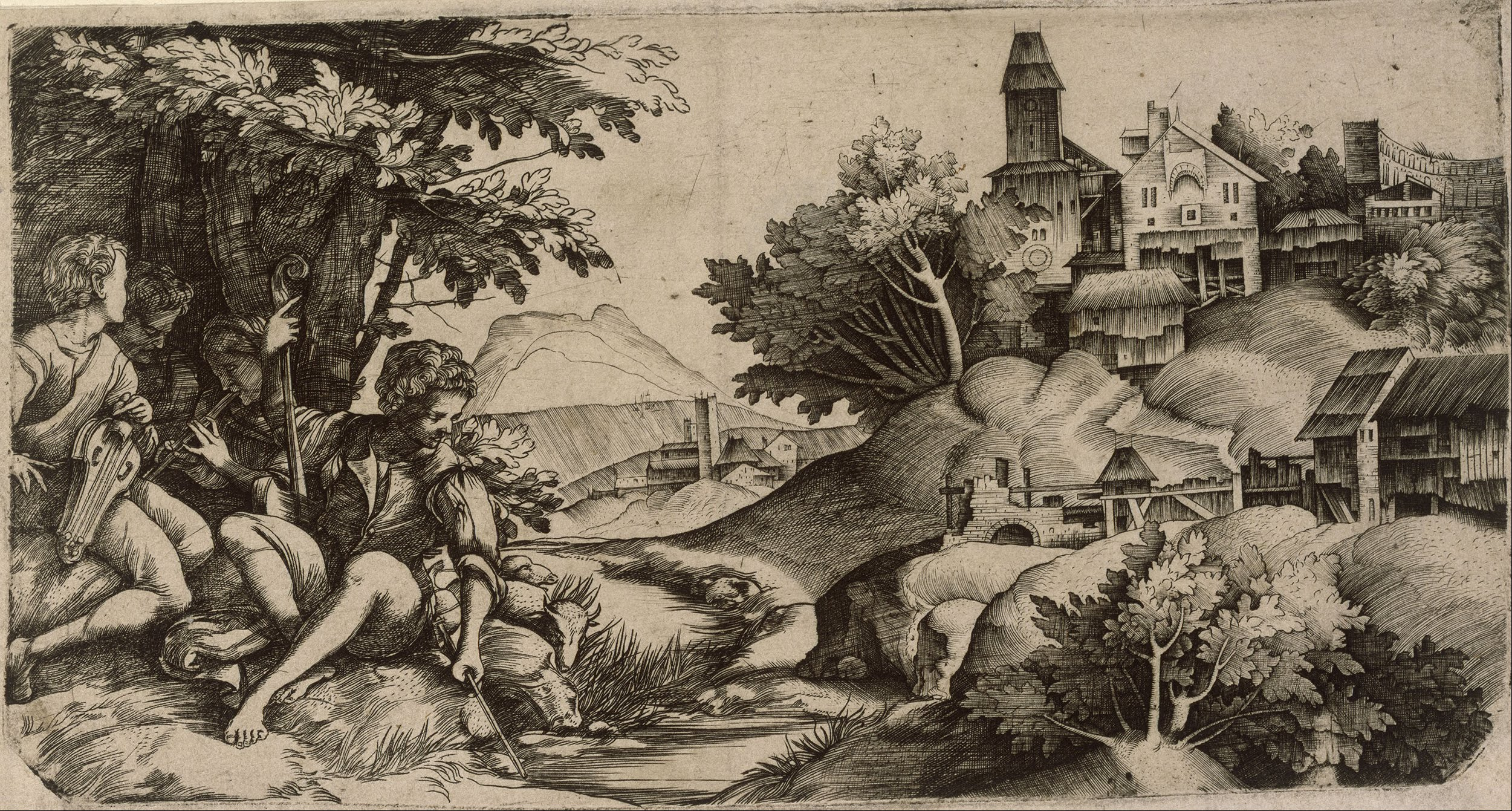
Unvollendete Landschaft mit den musizierenden Hirten, Kupferstichkabinett Berlin
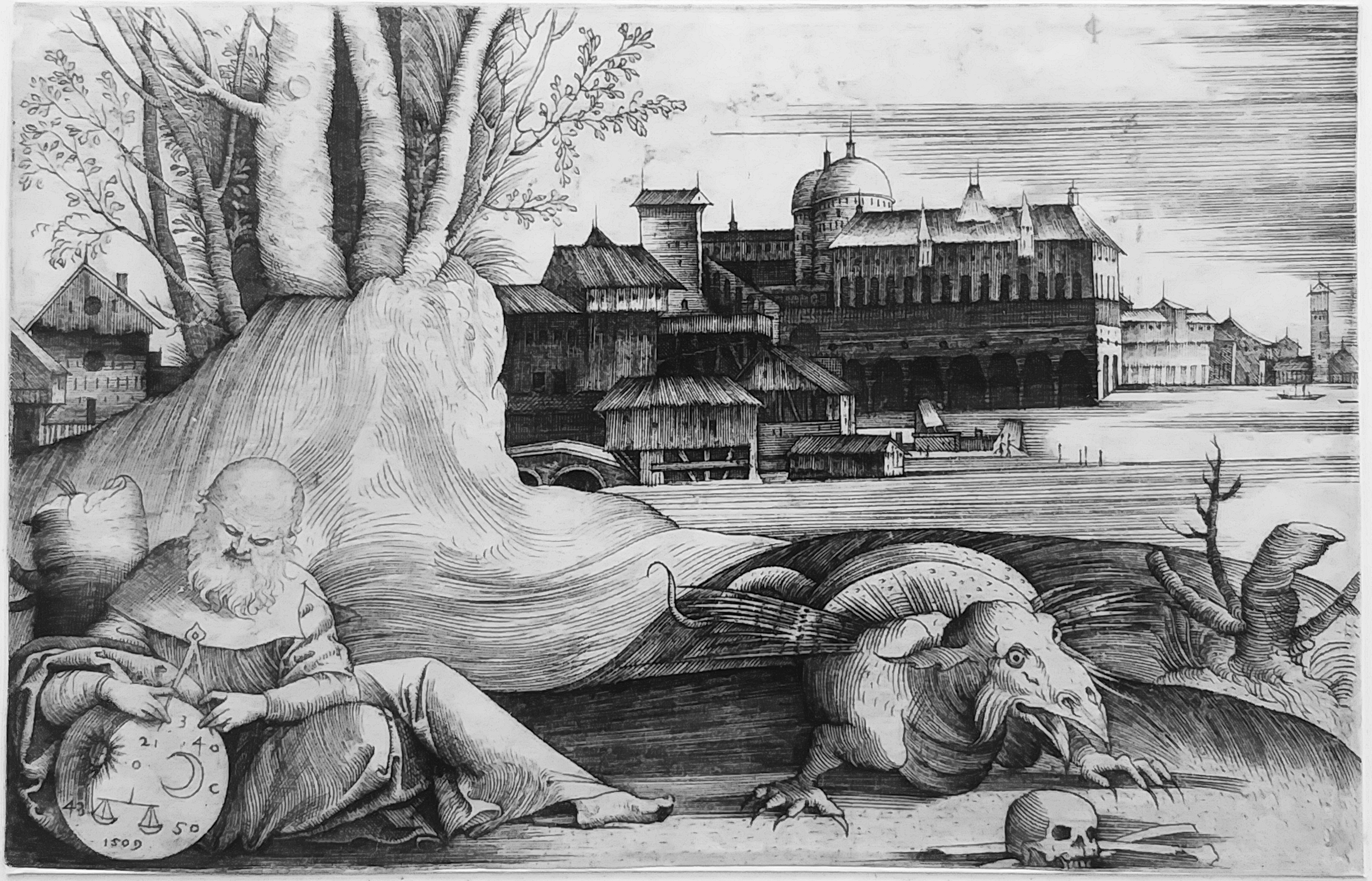
Astrologe, 1509, Kupferstichkabinett Berlin
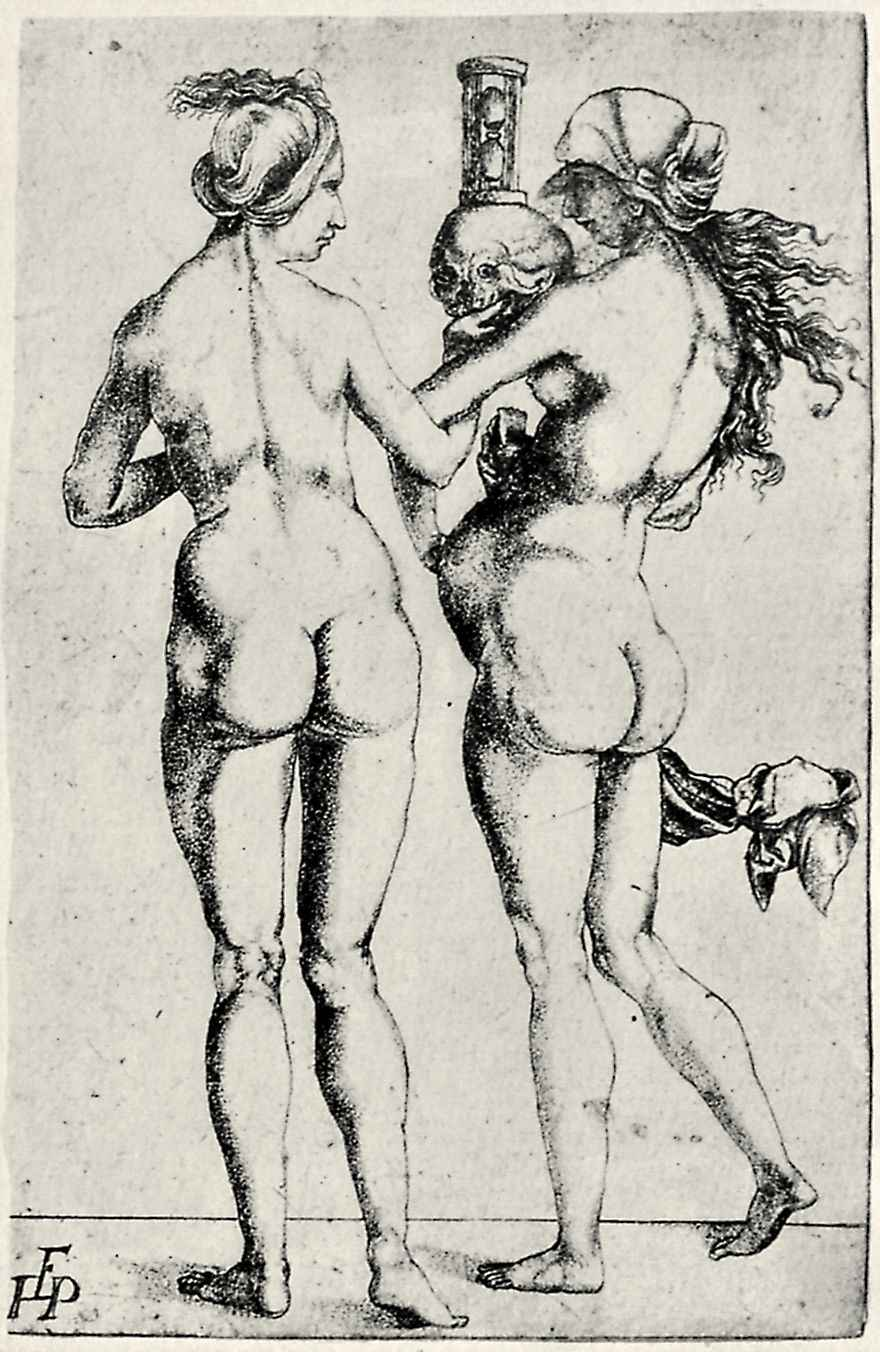
Zwei nackte Frauen, Kupferstichkabinett Dresden